# Oak Grove (Arkansas)
Pour les articles homonymes, voir Oak Grove.
Oak Grove est une municipalité du comté de Carroll, dans l'État de l'Arkansas aux États-Unis.

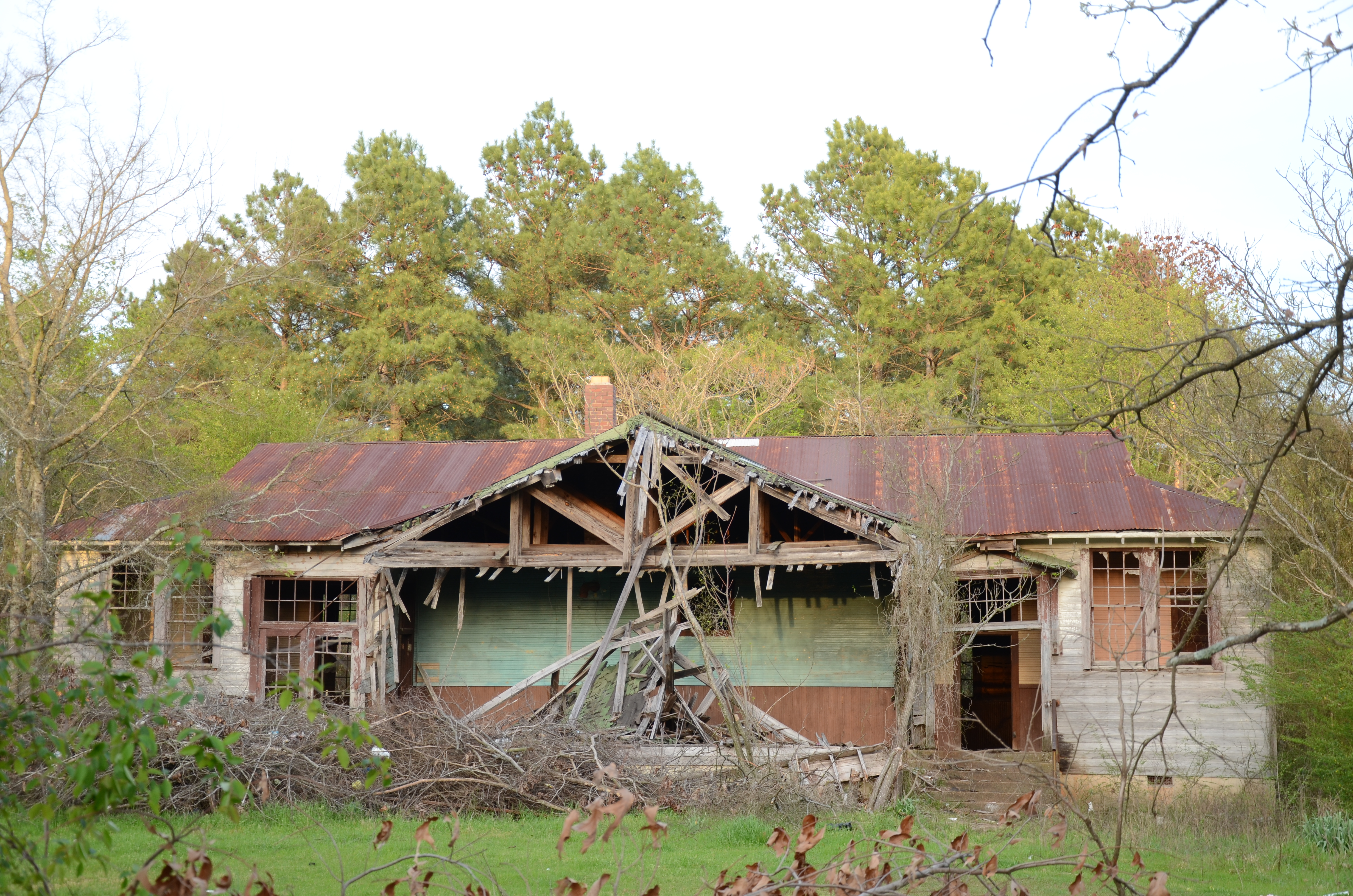
École Oak Grove Rosenwald

## Démographie
| 1960 | 1970 | 1980 | 1990 | 2000 | 2010 |
| ---- | ---- | ---- | ---- | ---- | ---- |
| 151  | 236  | 265  | 231  | 376  | 369  |